# Psapharochrus satellinus
Psapharochrus satellinus là một loài bọ cánh cứng trong họ Cerambycidae.